# Coupe Pommery
La coupe Pommery est une compétition d'aviation, organisée chaque année en France avant la Première Guerre mondiale (de 1910 à 1913) par la société du Champagne Pommery.

## Historique
Décernée deux fois par an, le 30 avril et le 31 octobre, la Coupe Pommery récompense le plus long vol effectué en ligne droite d’un point à un autre en une journée. 
Par opposition à la Coupe Michelin, disputée les derniers jours de l’année (de manière que personne ne puisse s'améliorer) dans des conditions météorologiques
difficiles, la Coupe Pommery est ainsi courue à la fin du printemps et en été.
En 1910, six concurrents sont intéressés (Louis Paulhan, Charles Van den Born, Henri Rougier, Emile Dubonnet, Henry Farman et Hubert Latham), mais étant donné le peu d’intérêt qu’ils manifestent par la suite pour cette épreuve difficile sur le plan technique, aucune tentative n’est signalée aux commissaires de l’Aéro-Club de France.
La seconde épreuve de 1913 voit la victoire de Guillaux. Néanmoins, à la suite d'une réclamation de Marcel Brindejonc et Roland Garros, le trophée lui est retiré pour tricherie.

## Vainqueurs
- 1911 (Ier) : Jules Védrines, Paris–Poitiers (293 km)
- 1911 (IIe) : Jules Védrines, Paris–Angoulême (400 km)
- 1912 (Ier) : René Bedel, Villacoublay–Biarritz (656,25 km)
- 1912 (IIe) : Léon Bathiat, Calais–Biarritz
- 1913 (Ier) : Pierre Daucourt, Paris–Berlin (853 km)
- 1913 (IIe) : Maurice Guillaux, Biarritz–Kollum (1253 km). Invalidé par la suite

## Galerie

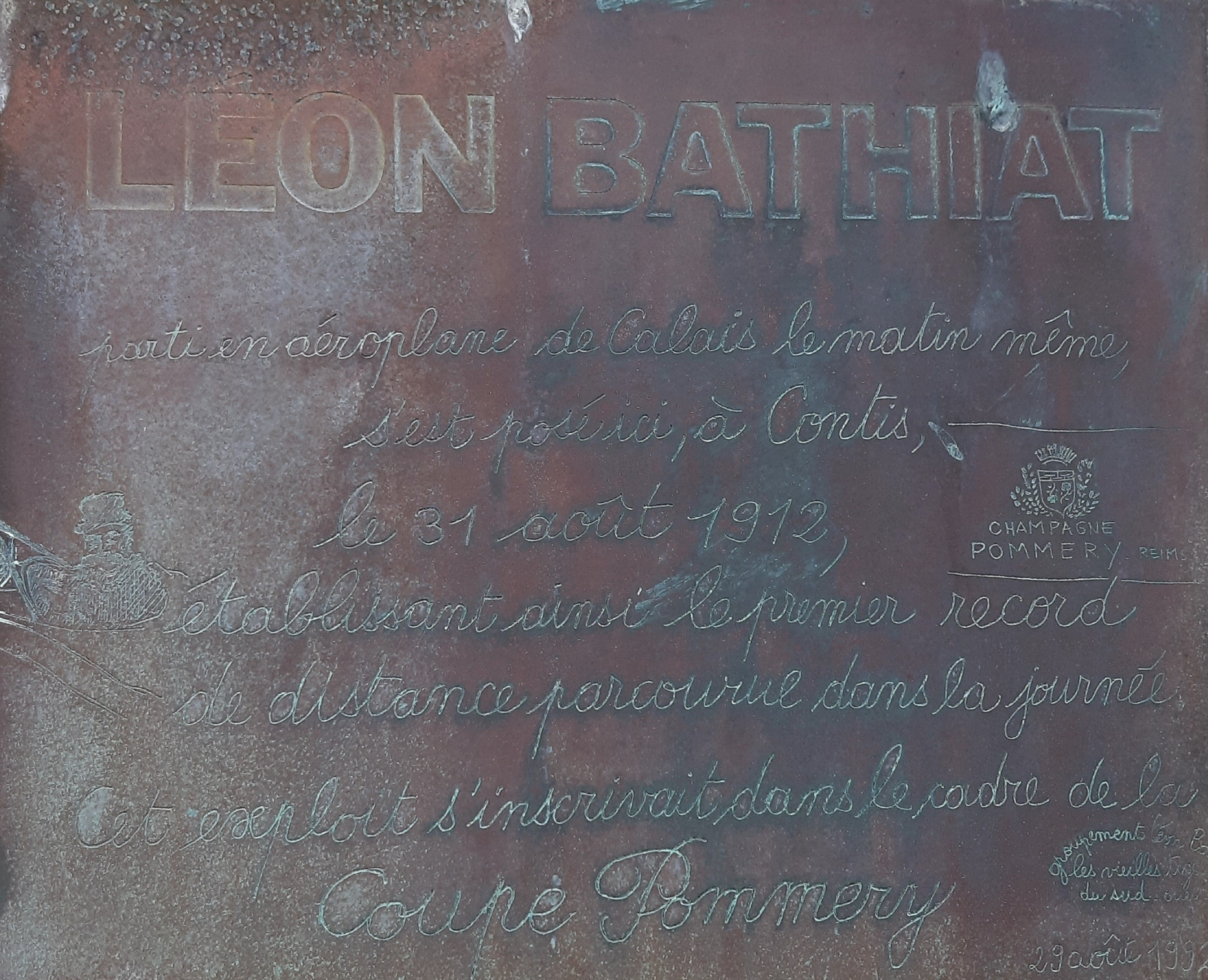
Plaque apposée sur l'église Sainte-Madeleine de Contis commémorant le record établi le 31 août 1912 par l'aviateur Léon Bathiat de la plus grande distance parcourue dans la journée dans le cadre de la coupe Pommery.